# Islandia en los Juegos Olímpicos de Pyeongchang 2018
Islandia estuvo representada en los Juegos Olímpicos de Pyeongchang 2018 por un total de 5 deportistas que compitieron en 2 deportes. Responsable del equipo olímpico fue la Asociación Deportiva y Olímpica de Islandia, así como las federaciones deportivas nacionales de cada deporte con participación.
La portadora de la bandera en la ceremonia de apertura fue la esquiador Freydis-Halla Einarsdóttir. El equipo olímpico islandés no obtuvo ninguna medalla en estos Juegos.